# Collideøscope
Albums de Living Colour
Stain
(1993) The Chair In The Doorway
(2011)
Collideøscope est le cinquième album studio du groupe Living Colour. Il est sorti en 2003.

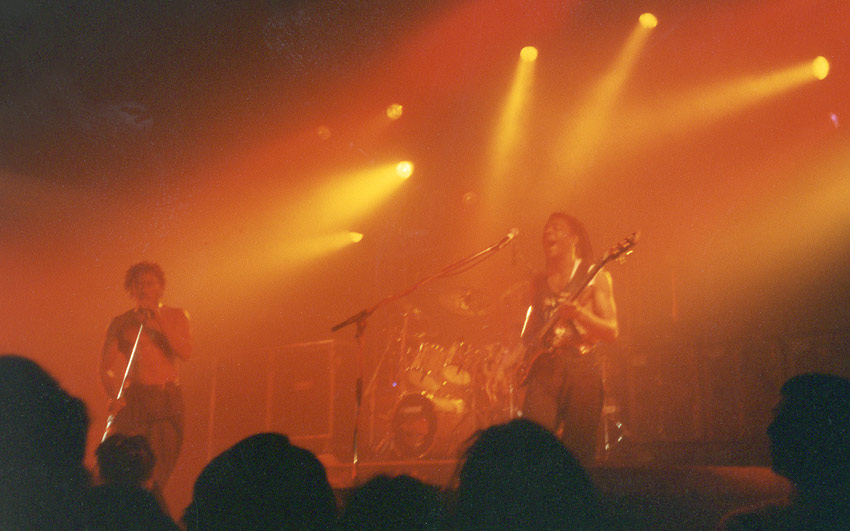
Living Colour en concert pendant la tournée qui a suivi la sortie de Stain.

## Liste des chansons
| 1.  | Song Without Sin        | 4:07 |
| 2.  | A ? of When             | 3:48 |
| 3.  | Operation: Mind Control | 3:09 |
| 4.  | Flying                  | 4:23 |
| 5.  | In Your Name            | 4:22 |
| 6.  | Back in Black           | 4:24 |
| 7.  | Nightmare City          | 4:05 |
| 8.  | Lost Halo               | 4:19 |
| 9.  | Holy Roller             | 4:25 |
| 10. | Great Expectation       | 3:37 |
| 11. | Choices Mash Up         | 5:06 |
| 12. | Pocket of Tears         | 4:41 |
| 13. | Sacred Ground           | 4:10 |
| 14. | Tomorrow Never Knows    | 4:10 |
| 15. | Nova                    | 1:35 |

## Musiciens
- Corey Glover : chant
- Vernon Reid : guitare
- Doug Wimbish : basse
- Will Calhoun : batterie